# Ejército de ruta
Un Ejército de ruta (路軍/路军), era un tipo de organización militar durante la primera República de China, y generalmente ejercía el mando sobre dos o más cuerpos o un gran número de divisiones o brigadas independientes. Era una formación común en China antes de la segunda guerra sino-japonesa, pero fue descartada como un tipo de formación por el Ejército Nacional Revolucionario después de 1938 (que no fuera el 8.º Ejército de Ruta), a favor del Grupo de Ejércitos.
Algunos de los ejércitos de ruta más famosos fueron:
- 8.º Ejército de Ruta: Fuerzas de los comunistas chinos en el norte de China.
- 19.º Ejército de Ruta: defensa de Shanghái en 1932 durante el incidente del 28 de enero.
- 29.º Ejército de Ruta: defendió Hubei y Chahar en julio de 1937 en el Incidente del Puente de Marco Polo y la batalla de Beiping-Tianjin.